# Cuerna costalis
Cuerna costalis är en insektsart som först beskrevs av Fabricius 1803.  Cuerna costalis ingår i släktet Cuerna och familjen dvärgstritar. Inga underarter finns listade i Catalogue of Life.